# Hádegishnúkar
Hádegishnúkar är en bergstopp i republiken Island. Den ligger i regionen Västlandet, 80 km nordost om huvudstaden Reykjavík. Toppen på Hádegishnúkar är 1 076 meter över havet.
Trakten runt Hádegishnúkar är nära nog obefolkad, med mindre än två invånare per kvadratkilometer. Det finns inga samhällen i närheten. Trakten runt Hádegishnúkar är permanent täckt av is och snö.